# Rudolf Karsch
Rudolf Karsch (Leipzig, 26 de desembre de 1913 - Erfurt, 11 de desembre de 1950) va ser un ciclista alemany que va córrer durant els anys 30 del segle xx.
El 1936 va prendre part en els Jocs Olímpics de Berlín, en què una medalla de bronze en la prova del quilòmetre contrarellotge, per darrere Arie van Vliet i Pierre Georget.